# Jorge García Usta
Jorge García Usta (Ciénaga de Oro, 13 de enero de 1960-Cartagena, 25 de diciembre de 2005) fue un escritor colombiano. Estudió Filosofía y letras en la Universidad Santo Tomás y Derecho en la Universidad de Cartagena. Publicó los libros Noticias desde otra orilla, Libro de las Crónicas, Monteadentro, El reino errante: poemas de la migración y el mundo árabes (1991), La tribu interior (todos de poesía); el libro de reportajes Diez juglares en su patio en coautoría con Alberto Salcedo, y el ensayo García Márquez, El período Cartagena: Desmitificación de una génesis literaria y periodística. Es autor de la investigación Cómo aprendió a escribir García Márquez (1995
Ganó Premio Nacional León de Greiff (1984) y Cartagena de Indias, y fue nominado dos veces al premio de periodismo C.P.B. Fue asistente cultural de División de integración de la Universidad de Cartagena, editor de la revista “Historia” y Cultura” de la  Facultad de Ciencias Humanas de la Universidad de Cartagena, dirigió la revista dominical “Solar” de El Periódico de Cartagena. Sus trabajos académicos, de investigación y divulgación le han conferido una seriedad que es valorada en los círculos intelectuales de Córdoba y el extranjero.